# Khúc hát mừng sinh nhật
Khúc hát mừng sinh nhật là một bài hát của nhạc sĩ Phan Đình Tùng. Đây là ca khúc quốc dân tại Việt Nam về đề tài sinh nhật vì độ phổ biến của nó.

## Sáng tác
Xuất phát từ ý tưởng sáng tác một ca khúc "mừng sinh nhật" dành riêng cho người Việt Nam, Phan Đinh Tùng đã bắt đầu viết 4 câu đầu của ca khúc vào năm 2000 và dần hoàn thiện.

## Phát hành
Năm 2004, ca khúc này lần đầu được Phan Đinh Tùng cho ra mắt, video của ca khúc đơn giản gồm những cảnh quay được tổng hợp từ các buổi biểu diễn.
Năm 2009, khi ca khúc này ngày càng phổ biến, Phan Đinh Tùng đã thực hiện lại phần hình ảnh cho ca khúc và đưa vào album Hạt Nhân.

## Đón nhận
Nhiều năm sau khi phát hành, "Khúc hát mừng sinh nhật" vẫn là ca khúc thường xuyên được người Việt Nam sử dụng và được xem là ca khúc "quốc dân". Đã có những bàn luận về số tiền tác quyền mà Phan Đinh Tùng thu được mỗi khi ca khúc được mở trên các nền tảng trên internet hay các sự kiện có tổ chức. Có những lời bình luận rằng chỉ cần một ca khúc này có thể giúp Phan Đinh Tùng "sống khỏe cả đời" hay "Còn sinh nhật là còn nghe".
Năm 2024, ca khúc này được ghép vào một video trích bài biểu diễn  "Bởi vì anh yêu em" của Phan Đinh Tùng tại chương trình Anh trai vượt ngàn chông gai cũng thu hút được lượng xem đáng kể.